# 3561 Devine
3561 Devine è un asteroide della fascia principale del diametro medio di circa 32,74 km. Scoperto nel 1983, presenta un'orbita caratterizzata da un semiasse maggiore pari a 3,9686893 UA e da un'eccentricità di 0,1308062, inclinata di 9,65343° rispetto all'eclittica.